# Lewis C. Carpenter
Lewis Cass Carpenter (* 20. Februar 1836 in Putnam, Connecticut; † 6. März 1908 in Denver, Colorado) war ein US-amerikanischer Politiker. Zwischen 1874 und 1875 vertrat er den Bundesstaat South Carolina im US-Repräsentantenhaus.

## Werdegang
Lewis Carpenter besuchte die öffentlichen Schulen seiner Heimat. Später zog er nach New Jersey, wo er als Lehrer arbeitete. Im Jahr 1863 wurde er zum Schulinspektor des Staates New Jersey ernannt. Außerdem schrieb Carpenter immer wieder Artikel für verschiedene Zeitungen, unter anderem in New York City. Im Jahr 1864 zog er nach Washington. Dort arbeitete er für das Finanzministerium. Gleichzeitig studierte er am Columbian College, der heutigen George Washington University, Jura. Nach seiner Zulassung als Rechtsanwalt begann er in diesem Beruf zu arbeiten. In Washington war er auch als Zeitungskorrespondent tätig.
1867 zog Carpenter nach Charleston in South Carolina. Auch dort engagierte er sich im Zeitungsgeschäft, indem er zwei Zeitungen herausgab. Politisch war er Mitglied der Republikanischen Partei. Zwischen 1868 und 1873 arbeitete er im Stab von US-Senator William Alfred Buckingham aus Connecticut. Nach dem Rücktritt des Kongressabgeordneten Robert B. Elliott im Jahr 1874
wurde Carpenter im dritten Wahlbezirk von South Carolina als dessen Nachfolger in das US-Repräsentantenhaus gewählt. Dort trat er am 3. November 1874 sein neues Mandat an. Bis zum 3. März 1875 beendete er die von seinem Vorgänger begonnene Legislaturperiode im Kongress. Dann wurde er von Solomon L. Hoge abgelöst.
Im Jahr 1876 bewarb sich Carpenter erfolglos um die Rückkehr in den Kongress. Zwei Jahre später zog er zunächst nach Denver und 1879 nach Leadville in Colorado. Dort arbeitete er ebenfalls im Zeitungsgeschäft. Im Jahr 1880 leitete er die Zensusbehörde von Colorado. Danach war er bis 1883 Postinspekteur. In den Jahren 1883 bis 1890 war Carpenter in der Versicherungsbranche tätig. Danach arbeitete er wieder als Anwalt. Er starb am 6. März 1908 in Denver und wurde dort auch beigesetzt.